# UK Open (Scrabble)
L'UK Open de Scrabble est un tournoi de Scrabble anglophone supervisé par l'Association of British Scrabble players.
C'est le plus important tournoi de Scrabble anglophone en Europe.

## Palmarès
| Année | Vainqueur      | 2e                | 3e                    | 4e                    | 5e                | 6e                    |
| ----- | -------------- | ----------------- | --------------------- | --------------------- | ----------------- | --------------------- |
| 2008  | Nigel Richards | Mikki Nicholson   | Harshan Lamabadsuriya | Mark Nyman            | Craig Beevers     | Jared Robinson        |
| 2009  | Helen Gipson   | Phil Robertshaw   | Nigel Richards        | Craig Beevers         | Mikki Nicholson   | Harshan Lamabadsuriya |
| 2010  | Nigel Richards | Paul Allan        | Craig Beevers         | Chris May             | Helen Gipson      | Mikki Nicholson       |
| 2011  | Nigel Richards | Nathan Benedict   | Alastair Richards     | Steve Polatnick       | Wale Fashina      | Ed Martin             |
| 2012  | Nigel Richards | Phil Robertshaw   | Toh Weibin            | Craig Beevers         | Wayne Kelly       | Martin Harrison       |
| 2013  | Nigel Richards | Alastair Richards | Theresa Brousson      | Craig Beevers         | Piotr Andronowski | Steve Polatnick       |
| 2014  | Nigel Richards | Alastair Richards | Paul Allan            | Theresa Brousson      | Toh Weibin        | Zhi Yuan Wong         |
| 2015  | Paul Allan     | Alastair Richards | Elie Dangoor          | Theresa Brousson      | Azu Ogbogu        | Jessica Pratesi       |
| 2016  | Nigel Richards | Kwaku Sapong      | Wayne Kelly           | Colin Northmore       | Ying Ming Poh     | James Squires         |
| 2017  | Nigel Richards | Austin Shin       | Wayne Kelly           | Vincent Boyle         | Rafal Dominiczak  | Elie Dangoor          |
| 2018  | Nigel Richards | Vincent Boyle     | Jeremy Khoo           | Charles Tachie-Menson | Paul Allan        | Wayne Kelly           |
| 2019  | Nigel Richards | Austin Shin       | Harshan Lamabadsuriya | Rik Kennedy           | Ahmed Khan        | Wayne Kelly           |

1. ↑  « Ratings Statistics for International Tournaments held in 2008 », sur members.ozemail.com.au (consulté le 27 février 2019)
2. ↑  « Ratings Statistics for International Tournaments held in 2009 », sur members.ozemail.com.au (consulté le 27 février 2019)
3. ↑  « Ratings Statistics for International Tournaments held in 2010 », sur members.ozemail.com.au (consulté le 27 février 2019)
4. ↑  « Division A Round 48 Standings », sur www.centrestar.co.uk (consulté le 27 février 2019)
5. ↑  « Division A Round 38 Standings », sur www.centrestar.co.uk (consulté le 27 février 2019)
6. ↑  « UKopen 2013 Round 38 Standings », sur www.centrestar.co.uk (consulté le 27 février 2019)
7. ↑  « Division A Round 30 Standings », sur www.centrestar.co.uk (consulté le 27 février 2019)
8. ↑  « UKopen 2015 Division A Round 30 Standings », sur www.centrestar.co.uk (consulté le 27 février 2019)
9. ↑  « UKopen 2016 Division A Round 30 Standings », sur www.centrestar.co.uk (consulté le 27 février 2019)
10. ↑  « UKopen 2017 Division A Round 30 Standings », sur www.centrestar.co.uk (consulté le 27 février 2019)
11. ↑  « UKopen 2018 Division A Round 30 Standings », sur www.centrestar.co.uk (consulté le 27 février 2019)
12. ↑  « UKopen 2019 Division A Round 30 Standings », sur centrestar.co.uk (consulté le 27 février 2019)